# ایزابل پرون
ماریا استلا مارتینز کارتاز دو پرون (به اسپانیایی: María Estela Martínez de Perón) (زادهٔ ۴ فوریه ۱۹۳۱)، که بیشتر با نام ایزابل مارتینز دو پرون یا ایزابل پرون یا ایزابلیتا شناخته می‌شود، رئیس‌جمهور سابق آرژانتین است. او همچنین سومین همسر رئیس‌جمهور سابق آرژانتین خوآن پرون نیز بوده‌است.

## زندگی
ماریا استلا مارتینز دختر کوچک کارملو مارتینز و ماریا خوزفا کارتاس در ۴ فوریه ۱۹۳۱ در لاریوخا در یک خانواده متوسط به دنیا آمد. پدر او کارمند یک بانک در بوئنوس آیرس بود دوران بچگی او هم در بوئنوس آیرس سپری می‌شود جایی که او درس خواند و رقصیدن یادگرفت.
سپس او در سال ۱۹۳۸ پدرش را از دست داد او خیلی زود در کلاس پنجم مدرسه را رها کرد و در سال‌های ۱۹۵۰ به عنوان یک رقاص کلوب‌های شبانه شروع به کار کرد. در واقع نام ایزابل نام هنری اوست سپس او به استخدام یک شرکت رقص درآمد برای اجرای برنامه در کشورهای آمریکای لاتین در سال ۱۹۵۵ در حال اجرای یک برنامه در یک کاباره جایی که او به نام هنری ایزابل گومز معروف شد او در پاناما بود که با همسر آینده‌اش خوآن پرون آشنا شد کسی که به آنجا تبعید شده بود سپس آنها با هم زندگی کردن در کشورهای دیگری مثل ونزوئلا، پاناما، جمهوری دومینیکن و در نهایت اسپانیا جایی که با هم ازدواج کردند در سال ۱۹۶۱ سپس در سال ۱۹۶۵ به آرژانتین بر می‌گردد به عنوان نماینده شخصی پرون برای اینکه از عهده پدیده نیوپرونیسو براید در دوران حکومت هکتور خوزه کامپورا در ۲۰ ژوین ۱۹۷۳ پرون به آرژانتین برگشت کمی بعد کامپورا در یک ملاقات وعده انتخابات آزاد را داد سپس جانشین او انتخابات ریاست جمهوری و معاون ریاست جمهوری را برگزار کرد در ۲۳ سپتامبر ۱۹۷۳ پرون برنده انتخابات شد و همسرش ایزابل هم به عنوان معاون رئیس‌جمهور برنده آرا شد اما در ۱ ژوئیه ۱۹۷۴ پرون درگذشت و ایزابل عهده‌دار مقام ریاست جمهوری شد.
در ۱ ژوئیه ۱۹۷۴ به عنوان معاون رئیس‌جمهوری آرژانتین وارد عرصه قدرت شد و بعد از مرگ رئیس‌جمهور خوآن پرون که شوهر او بود به عنوان رئیس‌جمهور آرژانتین انتخاب شد و در دوران او بود که در روز چهارشنبه ۲۴ مارس ۱۹۷۶ کودتای نظامی علیه او شکل گرفت.
و سپس در زمان سازماندهی مجدد ملی او به‌طور غیرقانونی دستگیر شد برای چند سال سپس در سال ۱۹۸۱ آزاد شد و به اسپانیا رفت جایی که به زندگی ادامه داد در سال ۲۰۰۷ یک قاضی آرژانتینی دستور توقیف ایزابلیتا و استرداد او را به آرژانتین صادر کرد جرم وی سر به نیست کردن یک فعال در سال ۱۹۷۶ در شرایطی که ناپدید شدن او مجاز اعلام شد بر اساس حکم امضا شده ایزابلیتا سپس در ۱۲ ژانویه ۲۰۰۷ او در نزدیکی منزلش در اسپانیا دستگیر شد ولی دادگاه اسپانیا متعاقباً از استرداد او به آرژانتین امتناع کرد.